# Bradfordsville
Bradfordsville – miasto w Stanach Zjednoczonych, w stanie Kentucky, w hrabstwie Marion.